# Sommet de Porto
Le sommet de Porto,,,,,,,,,, aussi appelé sommet social de Porto,,,, ou sommet européen de Porto, est une réunion informelle des membres du Conseil européen les 7 et 8 mai 2021, consacrée pour l'essentiel à la relance de la politique sociale de l'Union européenne.

## Sommet social
Le « sommet social de Porto » est présenté comme étant le point culminant de la présidence portugaise du Conseil de l’UE au premier semestre de 2021. Il vise à renforcer l’engagement des États membres, des institutions européennes, des partenaires sociaux et de la société civile à l’égard de la mise en œuvre du socle européen des droits sociaux au niveau européen et au niveau national, comme prévu par le programme stratégique de l'UE 2019-2024.
Le plan d'action présenté par la Commission en mars 2021 fournit des orientations sur la mise en œuvre du socle européen des droits sociaux, et fixe par ailleurs trois grands objectifs à atteindre d'ici 2030 dans l'ensemble de l'Union européenne :
- un taux d'emploi d'au moins 78 % au sein de l'Union européenne ;
- une participation d'au moins 60 % des adultes à des actions de formation chaque année ;
- une réduction du nombre de personnes menacées d'exclusion sociale ou de pauvreté d'au moins 15 millions, dont 5 millions d'enfants.

La « déclaration de Porto » adoptée par les Vingt-Sept ne contient pas de décision concrète mais apporte son soutien au plan d'action de la Commission.

## Sommet entre l'Inde et l'Union européenne
Les dirigeants de l'Inde et de l'Union tiennent leur seizième sommet le 8 mai. Les sujets abordés concernent la lutte contre la pandémie de Covid-19 et contre le changement climatique, le renforcement de leurs échanges économiques et de leur coopération en matière de sécurité internationale et de transformation digitale. Ce sommet est surtout marqué par la relance des négociations commerciales interrompues depuis 2013, dans le contexte de relations plus tendues avec la Chine.

## Sources

#### Documents de l'UE
- « Déclaration de Porto », sur Consilium, 8 mai 2021.
- Secrétariat général du Conseil, « Réunion informelle des chefs d'État ou de gouvernement, Porto, 7-8 mai 2021 », sur Consilium, 8 mai 2021.
- « Sommet UE-Inde par vidéoconférence, Porto, le 8 mai 2021 », sur Consilium, 8 mai 2021.
- Secrétariat général du Conseil, « Sommet social de Porto, 7 mai 2021 », sur Consilium, 7 mai 2021.

#### Articles
- Jean-Pierre Stroobants et Virginie Malingre, « Sommet de Porto : redonner foi en l’Europe sociale », Le Monde,‎ 7 mai 2021 (lire en ligne).
- Leonor Hubaut, « Emploi, formation et pauvreté au menu du sommet social de Porto », Le Figaro,‎ 7 mai 2021 (lire en ligne).
- Anne Rovan, « Face à la Chine, l'UE et l'Inde relancent leurs négociations commerciales », Le Figaro,‎ 8 mai 2021 (lire en ligne).

## Compléments